# Generál
A Generál  együttes – magyar együttes. 1971. december 1-jén alakult.

## Történet

### 1971–1975:A „kölyök”Generál
A Generál, a Zé-Gé együttes (Várkonyi Mátyás, Novai Gábor, Révész Sándor) és a Ferm együttes (Ákos István, Karácsony János, Reck Lajos) tagjaiból jött létre. Miután Várkonyi Mátyást behívták katonának, a zenekar akkori vezetője Ákos István, 1972-ben az Ifjúsági Magazin című lapban az elnevezésről és a zenekarról az alábbiakat nyilatkozta: 

„A mai popzene rendkívül differenciált. Általában minden jó zenét illetve popzenei irányzatot kedvelünk és játszunk, innen az elnevezés. Azonban célunk a vokális zene művelése, saját számainkat is ennek jegyében írjuk… A Zé-Gé és a Ferm volt tagjaiból alakult meg zenekarunk. Átlagéletkorunk 21 év, a legfiatalabb Révész Sándor, aki 18 éves, gitározik és ő a szólóénekesünk. Házi zeneszerzőnk, orgonistánk és basszusgitárosunk Novai Gábor. Karácsony János szólógitáron, én ritmusgitáron játszom. Szövegírónk és dobosunk, Reck Lajos kivételével mind a négyen énekelünk.”

 A zenekar első fellépésein még csak férfiakból álló csapatként szerepelt, ám Várkonyi, Mikrolied néven háromtagú női vokált is szervezett. Az 1972-es Ki mit tud?-on külön-külön indult a két formáció, a Mikrolied és a Generál is, de természetesen egymást kísérték. A tehetségkutatón a Generál a Csöngess be hozzám jóbarát című dallal előadói díjat nyert.
Még abban az évben a táncdalfesztiválon is sikerrel szerepeltek, közönségdíjasak lettek a Mit tehet az ember? című slágerükkel, és 1972-ben olaszországi turnén is részt vettek. A két formáció (a Generál és a Mikrolied) fuzionált. Két klubot is működtettek: Csepelen és a Danuvia Kultúrházban rendszeresen felléptek.
1973-ban megjelent első Staféta című nagylemezük 14 dallal. 1973-ban visszatért a leszerelt Várkonyi. Az együttes sikersorozata 1974-ben már nemzetközi szinten is folytatódott, Lengyelországban, Jugoszláviában, Bulgáriában, az NDK-ban, Olaszországban, Hollandiában és az NSZK-ban koncerteztek. Ebben az évben Szélkakas („ Weather Cock”) című daluk Hollandiában a slágerlistát is vezette, amely itt kislemezen is megjelent az „Everybody Join Us” című dalukkal. Neked szól című szerzeményük 1974–75-ben hat országban volt listavezető. Nagylemezük jelent meg Hollandiában, az NDK-ban valamint Lengyelországban kettő is. 1974-ben Reck Lajost (dob) Póta András váltotta fel. 1974-ben Karácsony János (gitár) a Locomotiv GT-be igazolt, helyére Paczári Károly került. Tagcserék a Mikroliedban is voltak, és 1975-ben a hanglemezgyár megjelentette a Generál második nagylemezét.

### 1976–1979: Az „új” Generál
1975-ben Révész Sándor a Piramisba távozott. A Mikrolied énekegyüttestől is elváltak. 1976. február elsején debütált az „új-Generál” Horváth Charlie (ének) és Tátrai Tibor (gitár) az Olympiából, Solti János (dob) a Non-Stopból érkezett. A csapat korábbi dobosa Póta András megmaradt, mellette így, - zenei érdekességként - Soltival együtt két dobosa is lett a Generálnak.
Az új felállással stílust váltott a zenekar funky, soul hangzású dalokat játszottak és a „Zenegép” című slágerükkel népszerűek lettek. Turnén vettek részt az NDK-ban, Lengyelországban és Nyugat-Berlinben. Tátrai, 1977. augusztus 28-án a Budai Ifjúsági Parkban Magyarországon először mutatta be a szájgitárt.
1977-ben megjelent a Zenegép című nagylemezük, és még abban az évben Solti János a Locomotiv GT-hez igazolt. 1979-ben a Piros bicikli című albumuk még megjelent, de még abban az évben Várkonyi feloszlatta az együttest. Várkonyi a Rock Színház zenei vezetője és szerzője, később igazgatója lett. Novai a Hungáriában, Tátrai az új-Skorpióban folytatta. Horváth Charlie ismét az Olympia tagja lett, majd több mint egy évtizedre külföldre ment.

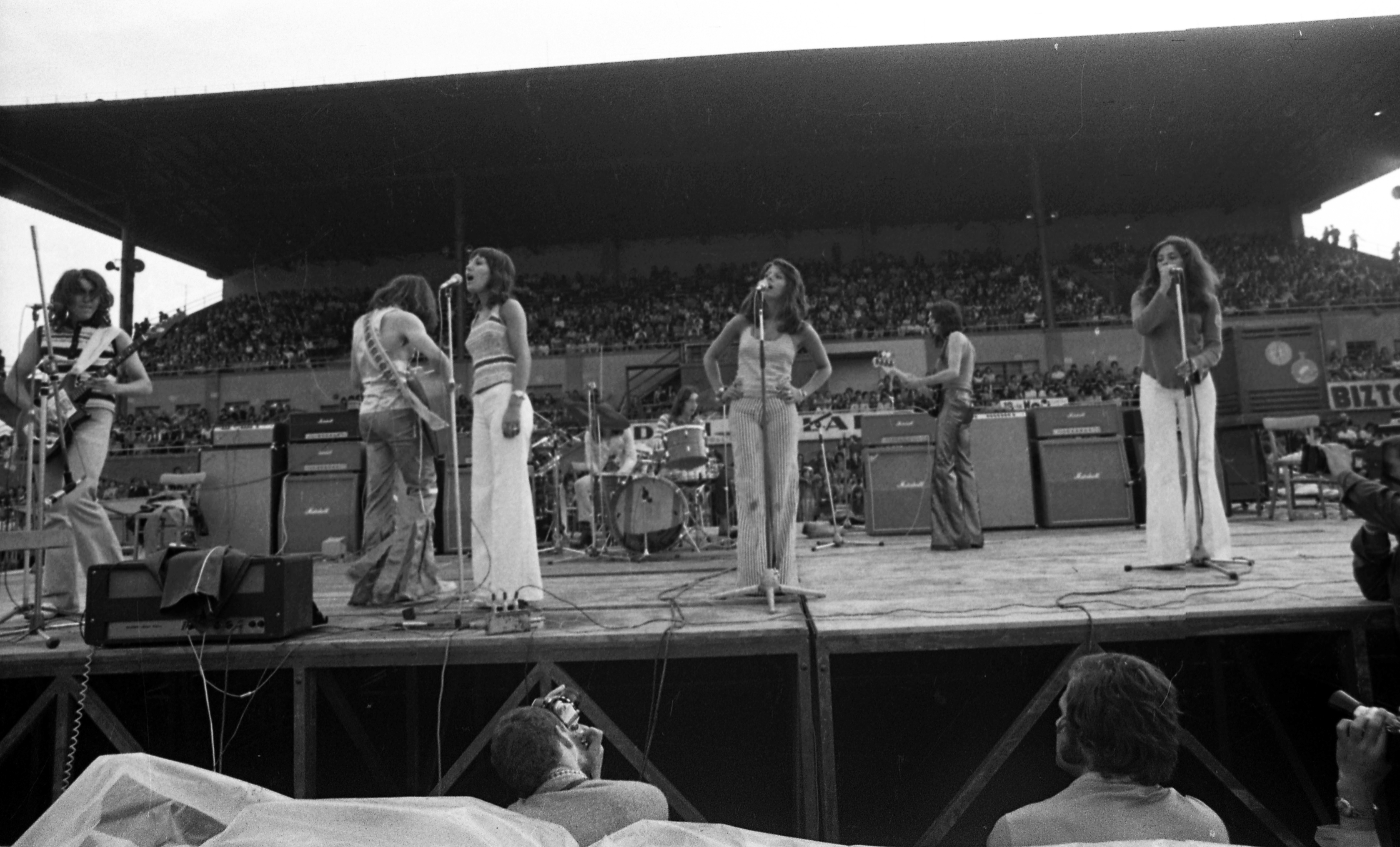
1973, Miskolc
DVTK-stadion, Rockfesztivál. A Generál együttes és a Mikrolied vokál fellépése, elöl Herczku Annamária, Bódy Magdi és Várszegi Éva

### Az együttes utóélete
1999-ben a Sláger Rádió turné alkalmával a Budapest Sportcsarnokban egy színpadon játszott az együttes.
Generál: Karácsony János, Novai Gábor, Póta András, Révész Sándor, Várkonyi Mátyás és a Mikrolied: Bódy Magdi, Herczku Annamária, Selényi Hédi, Szigeti Edit, Várszegi Éva.
2000-ben Budapesten a Sap Csarnokban lépett fel a Generál mindkét formációja: Charlie, Révész Sándor, Várkonyi Mátyás, Karácsony János, Tátrai Tibor, Novai Gábor, Solti János, Póta András és Mikrolied: Bódy Magdi, Herczku Annamária, Selényi Hédi, Szigeti Edit, Várszegi Éva.
2015-ben Generál – A dal Neked szól címmel országos koncertturnéval újra megújult a zenekar Charlie, Várkonyi, Karácsony, Novai felállásban.
2021. november 24-én a Müpa Fesztivál Színházában Bódy Magdi pályafutásának 50. jubileumi koncertjén a Generál együttesből: Révész Sándor, Várkonyi Mátyás, Karácsony János, Novai Gábor, Póta András, Ákos István, valamint a Mikrolied vokálból: Várszegi Éva, Selényi Hédi, Szigeti Edit is fellépett.

## Tagjai
Ákos István Gábor "Kiselefánt" volt az eredeti együttes (a „kölyök” Generál) megalapítója és zenekarvezetője, aki az 1972-es Ki mit tud?-on sikerre vitte a zenekart (1974-ig), majd USA-ba távozott (akkori szóhasználattal élve disszidált).

## Mikrolied vokál

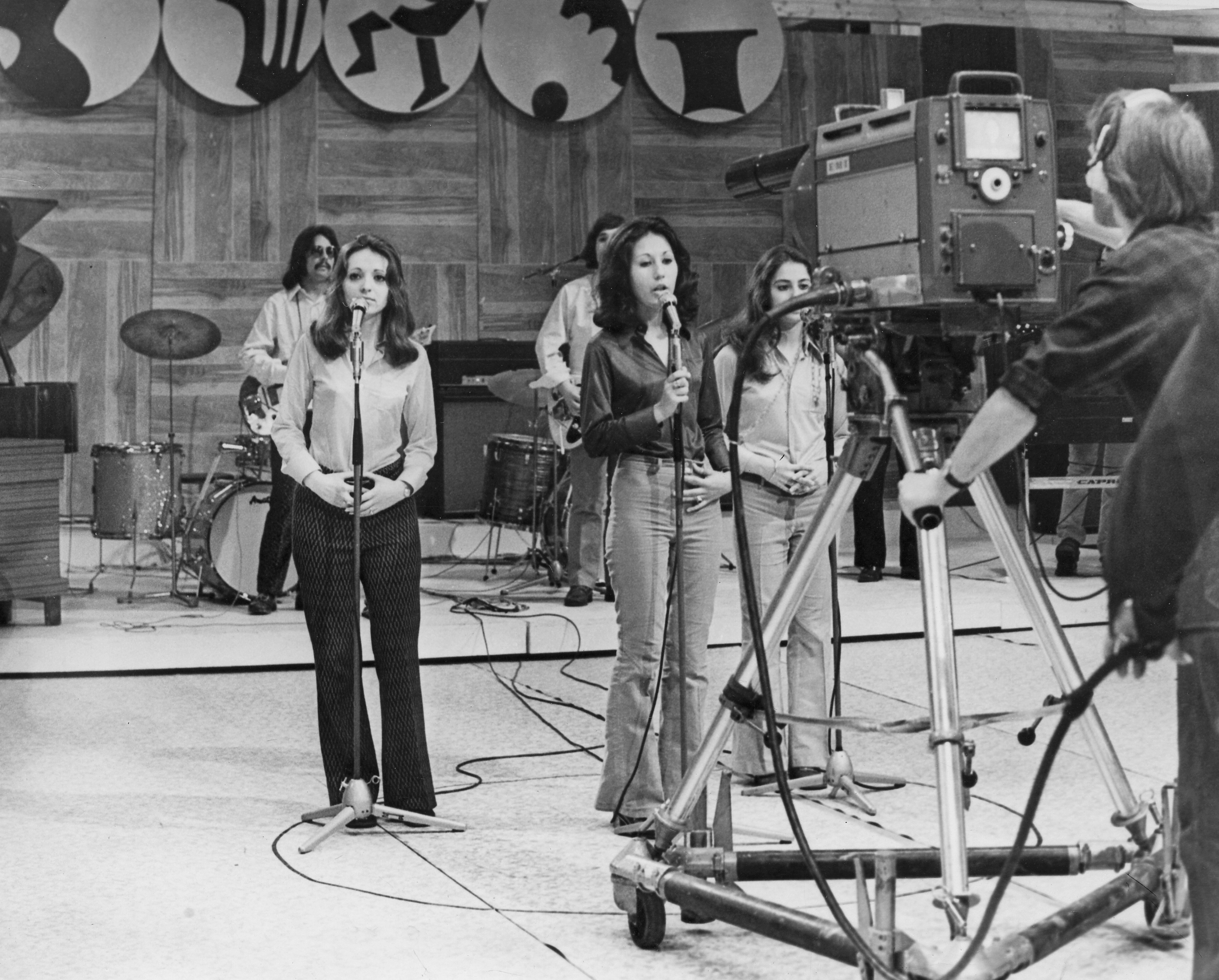
Magyar Televízió, Ki mit tud? (1972), Mikrolied vokál: Selényi Hédi, Herczku Annamária és Várszegi Éva

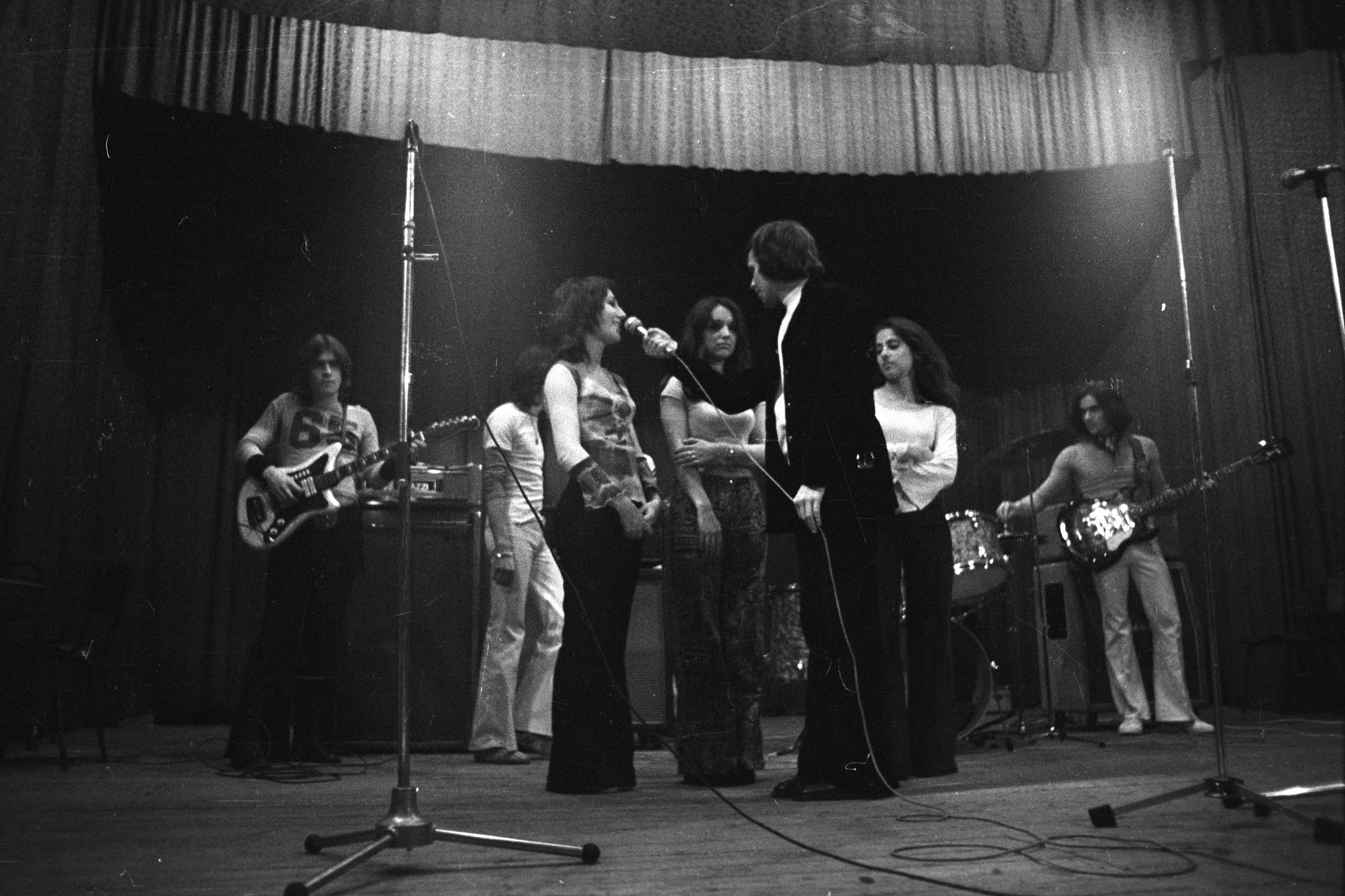
1972, Nyíregyháza, Móricz Zsigmond Színház, hátul Révész Sándor, Karácsony János, Novai Gábor a Generál együttesből, elől a Mikrolied vokál: Herczku Annamária, Selényi Hédi, Várszegi Éva, és a riporter Dévényi Tibor

A vokál alapító tagjai: Bódy Magdi, Selényi Hédi, Várszegi Éva és Herczku Annamária is korábban a Magyar Rádió Gyermekkórusában énekeltek, ahol klasszikus zenei képzettséget szereztek, és a kórussal több hetes turnékkal járták a világot (Amerikai Egyesült Államok, Japán, Franciaország, Svédország, Finnország, Olaszország stb.). Várkonyi Mátyás a Generál billentyűse és zeneszerzője szintén korábban a gyermekkórus tagja volt. Bódy Magdi így emlékezett:

„Minden olyan logikusan történt, egyik lépés következett a másikból. A rádió gyerekkórusában kezdtem, aztán a Korong együttesben énekeltem, és akkor keresett meg Várkonyi Matyi a Generálból, hogy „csinálj már egy háromtagú vokált”. Szóltam a gyerekkórusos barátnőimnek, Várszegi Évának és Selényi Hédinek, így jött létre a Mikrolied.”

A vokál nevét Novai Gábor találta ki, így emlékezett: 

„A Mikrolied vokál nevet én adtam, a mixolíd skálából… A Mikrolied vokál a Matyi kapcsolatai révén jött össze…Ők olyan jó kinézésű kislányok, olyan egységesek voltak… kis, picik voltak, azért lettek „Mikro”–k, mikro elnevezéssel… aranyosak voltak és nagyon jól énekeltek. Kottából énekeltek, az ember csak leírta nekik … és már énekelték a legnehezebb dolgokat is.”

A Mikrolied 1972-ben lett országosan ismert, indultak önállóan a Ki mit tud? című televíziós vetélkedőn,
Várszegi Éva erre így emlékezett: 

„Magdi (Bódy Magdi), 16 éves korától a dzsessztanszak miatt már fellépett itt-ott-amott és előfordult, hogy a Hédi (Selényi Hédi) meg én vokáloztunk neki…  tudatosan készült az énekesnői pályára, és elment egy Virginia nevű együttesbe, mert ők komolyan készültek és be is neveztek már a Ki mit tud?-ra… és akkor a Hédi, meg én ottmaradtunk… egyszercsak a Novai Gabi megkeresett minket, és akkor beadták illetve beadtuk a nevezést. Mivel én a Marival (Herczku Annamária) egy gimibe jártam, gyakorlatilag majdnem egy utcában is laktunk… akkor, ― a Magdi (Bódy Magdi) helyett – szóltam neki, hogy nem jönne-e, ő? S nem nagyon akart kötélnek állni, mert ő, – ez az én véleményem – a legeslegtehetségesebb volt mindnyájunk közül, de ő klasszikus pályára készült.… de azért végül mégis csak jött! …akkor a Hédi (Selényi Hédi), a Marika (Herczku Annamária) meg én indultunk a Ki mit tud?-on…”

 illetve a Generál együttessel még abban az évben a táncdalfesztiválon (Mit tehet az ember?), majd egy hónappal később a Made in Hungary-n is (Csöngess be hozzám jó barát).
A Generál és a Mikrolied fuzionált és 1973 januárjában megjelent a Staféta című első nagylemezük is. A vokál, idővel többféle felállásban működött. A tagok többször cserélődtek, volt aki elment, majd visszatért. Először Selényi Hédi távozott, majd Bódy Magdi és Várszegi Éva is, akik később visszatértek. Bódy Magdi helyére került Szigeti Edit, aki gitárosként, énekesként, 1974-ig a Vadmacskák nevű női zenekarban játszott (korábban ő is a gyermekkórus tagja volt). Szigeti Edit dalszövegeket is írt a Generálnak (Ha ismerném, Kövér a nap). A Generálban Herczku Annamária a Felelet, Bódy Magdi a Koldusok királya című dalt énekelte szólistaként, illetve duettben Herczku Annamária Karácsony Jánossal a Neked szól című dalt, Bódy Magdi ugyancsak Karácsony Jánossal a Talán holnaptól, vagy például a Hova menjek című dalokban énekelt szólisztikusan. Várszegi Éva, a Cini és Tinik nevű formációba való távozása után Csuka Mónika, a Beatrice zenekarból került Szigeti Edit és Herczku Annamária mellé, majd nem sokkal később Szánti Judit is (aki korábban a Vadmacskák együttesben Szigeti Edittel együtt zenélt és énekelt) a vokál tagja lett.
A Mikrolied, alapfelállásban trióként lépett fel, de például 1977-ben a Beatrice zenekar mellett a vokál már négy tagúvá bővült: Csuka Mónika, Herczku Annamária, Szánti Judit és Szigeti Edit (Gyáva Ádám). A Mikrolied énekegyüttes a Generállal való szakítás után (1975-től), már különböző felállásban lépett színpadra, a Beatrice zenekarral (Reszket a hold; A nagynéném; Sztráda; Lámpaláz), a Juventus együttessel (Téli dal, Nem baj), a lengyel Kram együttessel (General Girls néven), a Volán együttessel (Indulj hát az útra).
A Mikrolied hallható számos ismert magyar énekes (például: Máté Péter, Szörényi Levente, Delhusa Gjon, Payer András, Koncz Zsuzsa, Zalatnay Sarolta, Kovács Kati, Szűcs Judith stb.) lemezén, rádiós felvételén.

## Diszkográfia
- Staféta (1973)
- Rockin' & Rollin' (lengyelországi kiadás, angol nyelven, 1975)
- Generál II. (1975)
- Zenegép (1977)
- Heart of Rock (lengyelországi kiadás, angol nyelven, 1978)
- Piros bicikli (1979)
- Valamit el kell mondanom (koncert + egy új stúdiófelvétel, 1999)

## Filmes megjelenésük
- Állványokon (1974, tévéfilm)  A fekete-fehér tévéfilmet Málnay Levente rendezte.[6]
- Szikrázó lányok (1974) A filmet Bacsó Péter rendezte.A Mikrolied filmbeli felállása: Bódy Magdi, Herczku Annamária és Várszegi Éva.
- A kenguru (1975) A filmet Zsombolyai János rendezte. A filmben szerepelt a Generál és a Szigeti Edit, Herczku Annamária és Várszegi Éva felállású Mikrolied együttes.